# Харлоу
Харлоу (англ. Harlow) — город и одноимённый административный район в западной части графства Эссекс, на границе с графством Хартфордшир (регион Восточная Англия). Население — 77,5 тыс. человек (2004).

## География
Харлоу находится в западной части графства Эссекс, в 26 километрах к западу от Челмсфорда — главного города графства. Площадь территории — 30,55 км². Население — 81 700 человек, что делает Харлоу 285-м (из 326) по количеству населения районом Англии.
Харлоу входит в так называемый «Лондонский пояс маятниковой миграции» — городов окружающих Лондон, из которых целесообразно ездить на работу в столицу.

## История
Харлоу стал одним из «Новых городов», отстроенных в послевоенное время в Юго-Восточной части Англии, и стал одним из первых городов Великобритании, в котором в послевоенное время были построены высокоэтажные жилые дома. В городе работали многие архитекторы, в том числе Джейн Дрю и Фредерик Гибберд.
В Харлоу в лаборатории компании «Standard Telephones and Cables» в конце 1960-х работал учёный Чарльз Као, обладатель нобелевской премии по физике «..за новаторские достижения в области передачи света в волокнах для оптической связи..».

## Политика и власть
Роберт Халфон представляет Харлоу в Палате общин Великобритании. На парламентских выборах 2010 года он сменил предыдущего парламентария Била Раммеля, представлявшего Харлоу с 1997 по 2010 год.
Офис национальной статистики ввел для Харлоу код 22UJ в системе ONS кодов, для использования в переписи населения и сборе других статистических данных.
Города побратимы — Ставангер в Норвегии, Гавиржов в Чехии, Велизи-Виллакубле во Франции.

## Экономика
В 1997 в Харлоу был открыт новый исследовательский центр компании «GlaxoSmithKline».

## Транспорт
Харлоу находится в 16 километрах к югу от аэропорта Станстед — одного из крупнейших аэропортов Англии.
Железнодорожная станция Харлоу обслуживает направления в сторону Лондона и Кембриджа, соединяет город со станцией метро Эппинг и аэропортом Станстед.
Автобусное сообщение обеспечивается автобусными компаниями, в том числе фирмой «Arriva Shires & Essex».
Автомагистраль M11 связывает город с Лондоном и его объездной автомагистралью M25, с аэропортом Станстед, Кембриджем и Бишоп Стортфордом. Дорога A414 связывает Харлоу с главными городами графств Эссекс и Хартфордшир — Челмсфордом и Хартфордом.

## Образование
В Харлоу находится один из кампусов университета «Anglia Ruskin University» и небольшой межнациональный кампус канадского университета «Memorial University of Newfoundland».

## Спорт
Футбольный клуб «Харлоу Таун» играет в сезоне 2011/2012 в первом дивизионе (Север) Истмийской лиги.